# Hierosaurus
Hierosaurus ist eine wenig bekannte Gattung der Vogelbeckensaurier aus der Gruppe der Ankylosauria.

## Entdeckung und Benennung
Die fossilen Überreste von Hierosaurus wurden in den 1900er-Jahren in der Niobrara-Formation im US-Bundesstaat Kansas. Einzig bekannte Art und damit Typusart ist H. sternbergii. Die Funde werden in die Oberkreide (zwischen frühem und mittlerem Campanium) auf ein Alter von rund 83 bis 76 Millionen Jahre datiert.

## Systematik
Aufgrund von Ähnlichkeiten mit Nodosaurus wird Hierosaurus manchmal innerhalb der Ankylosauria zur Gruppe der Nodosauridae gerechnet. Andere Systematiken wie M. Vickaryous (2004) sehen die Fossilien als zu spärlich für eine genaue Einordnung und führen ihn deshalb als „Ankylosauria incertae sedis“.